# Ђорђе Ивковић
Ђорђе Ивковић (Сомбор, 21. новембар 1856 — Нови Сад, 31. март 1920) је био српски штампар, књижар и издавач.

## Биографија
Након основне школе и два разреда гимназије био је две године практикант и годину дана помоћник у мануфактурној трговини Светозара Јагеровића у Сомбору. Потом је прешао у књижару браће Поповић у Новом Саду и након годину и по дана произведен је у путника продавца. Врло је успешно шест година продавао српске књиге, црквене утвари и историјске слике по Бачкој, Банату, Барањи, Срему, Славонији, Далмацији и Црној Гори. Након окупације БиХ од стране Аустроугарске 1878. године ухапшен је у Петрињи и био је у затвору три месеца. Након изласка из затвора наставио је да шири српску књигу и да сакупља чланове Матице српске и других српских установа. Као ортак у књижари Луке Јоцића наставио је посао наредних 12 година залазећи у најудаљенија села.
Од свог кума Арсе Пајевића купио је 1895. штампарију која је имала континуитет од Емануила Јанковића (1789). Штампарију је преселио 1899. у своју кућу у Дунавској улици. До 1908. успео је да штампарија постане са 18 радника највећа у Бачкој, да отвори књиговезницу и папирницу. Капацитет штампарије увећао је толико да су се у њој повремено или стално штампали многи листови и календари (Браник, Наше доба, Рад, Добротвор, Српство, Глас истине, Женски свет, Баштован, Наш врт, Врач погађач, Српски магазин, Календар Матице српске, Милетић итд.), уџбеници и Књиге за народ Матице српске. Штампарски посао увећао је склапањем уговора са општинама о штампању административних образаца. За овај посао набавио је нове модерне машине. Бавио се и издаваштвом објављујући зборнике закона, верске књиге и уџбенике, књиге из пољопривреде, али и музикалије, које је наставио да издаје и син Арса, и књижевна дела.
Био је члан више националних организација, добротвор Новосадске трговачке омладине, члан више представничких делегација, сакупљао је прилоге за Српску народну одбрану и 1914. био међу првима интерниран на шест недеља.
Био ожењен Даринком, ћерком новосадског трговца Ђуре Вулпеа, са којом је имао синове Ђорђа и Арсу, који је наследио штампарију, књиговезницу и папирницу, и кћери Софију и Анкицу.
Умро је у Новом Саду и сахрањен је на Успенском гробљу.